# Jonas Burokas
Jonas Burokas (* 25. März 1943 in der Lettischen SSR) ist ein litauischer Jurist und Politiker, Bürgermeister  (2001–2003) und Vizebürgermeister (2003–2007) von Utena.

## Leben
1977 absolvierte Burokas das Diplomstudium an der Universität Kaliningrad und wurde Jurist. 2000 war er Leiter der Abteilung für Schutz der Filiale Utena der AB „Vilniaus bankas“.  Ab 2000 war Burokas Mitglied im Gemeinderat, von 2001 bis 2003 war er Bürgermeister und von 2003 bis 2007 Vizebürgermeister der Rajongemeinde Utena.
Ab 1995 war Burokas Mitglied von Lietuvos valstiečių partija und ab 2001 der Naujoji sąjunga.

## Familie
Burokas ist verheiratet. Mit Frau Danutė hat er die Kinder Jonė, Miglė, Kęstutis.